# Higašihirošima
Higašihirošima (japonsky 東広島市) je město v prefektuře Hirošimě v Japonsku. K roku 2019 v ní žilo přes 195 tisíc obyvatel. Je významná především jako sídlo Hirošimské univerzity.

## Poloha a doprava
Higašihirošima leží v jižní části prefektury Hirošimy, na jihovýchodě k ní patří i část severního pobřeží  Vnitřního moře. Na západě sousedí s Hirošimou, hlavním městem prefektury, kterému slouží částečně jako sídlištní noclehárna.
Ve městě je nádraží, z kterého jezdí vlaky provozované Západojaponskou železniční společností mj. do Tokia, Fukuoky, Kóbe a Kitakjúšú.

## Dějiny
Higašihirošima vznikla k 20. dubnu 1974 sloučením několika menších sídel. Další skupina menších sídel do ní byla sloučena k 7. únoru 2005.